# Guaraná Skol
Guaraná Skol foi um refrigerante sabor de guaraná comercializado no Brasil pelo grupo Cervejaria Rio Claro e produzido na cidade de Rio Claro, estado de São Paulo.
A Cervejaria Rio Claro tinha começado a explorar a marca Skol no Brasil e aproveitou para lançar um produto inovador para a época, pois o Skol Guaraná foi o primeiro refrigerante vendido em lata no país, além da opção da tradicional garrafa de 290 ml. Seu lançamento ocorreu em 1975 e a versão lata utilizava folha de flandres (em aço e não alumínio como é na atualidade) e sem o anel de abertura numa das suas bases. O único modo de extrair o líquido de dentro da embalagem era utilizando um abridor de latas.
Quando a Companhia Cervejaria Brahma adquiriu a marca Skol, readaptou a estrutura da embalagem em lata e lançou novos sabores, mas o produto deixou de ser comercializado em 1989.